# Rebreuviette
Rebreuviette est une commune française située dans le département du Pas-de-Calais en région Hauts-de-France. Ses habitants sont appelés les Reubreuviettois et les Rebreuviettoises. La commune est membre de la communauté de communes des Campagnes de l'Artois.

## Géographie

### Localisation
Localisée dans le sud du département du Pas-de-Calais, Rebreuviette est une commune rurale de la haute vallée de la Canche située, à vol d'oiseau, à 13 km au sud de la commune de Saint-Pol-sur-Ternoise (aire d'attraction) et à 30 km à l'ouest de la commune d’Arras (chef-lieu d'arrondissement et préfecture du Pas-de-Calais). Il y avait autrefois deux moulins à eau et un moulin à vent au-dessus du hameau de Brouilly.
Le territoire de la commune est limitrophe de ceux de cinq communes.
Les communes limitrophes sont Houvin-Houvigneul, Canettemont, Estrée-Wamin, Ivergny et Rebreuve-sur-Canche.

### Géologie et relief
La superficie de la commune est de 8,42 km2 ; son altitude varie de 77  à   150 m.

### Hydrographie
Le territoire de la commune, situé dans le bassin Artois-Picardie, est drainé par le fleuve côtier la Canche, un cours d'eau naturel de 100,22 km, qui prend sa source dans la commune de Gouy-en-Ternois et se jette dans la Manche entre Étaples et Le Touquet-Paris-Plage.

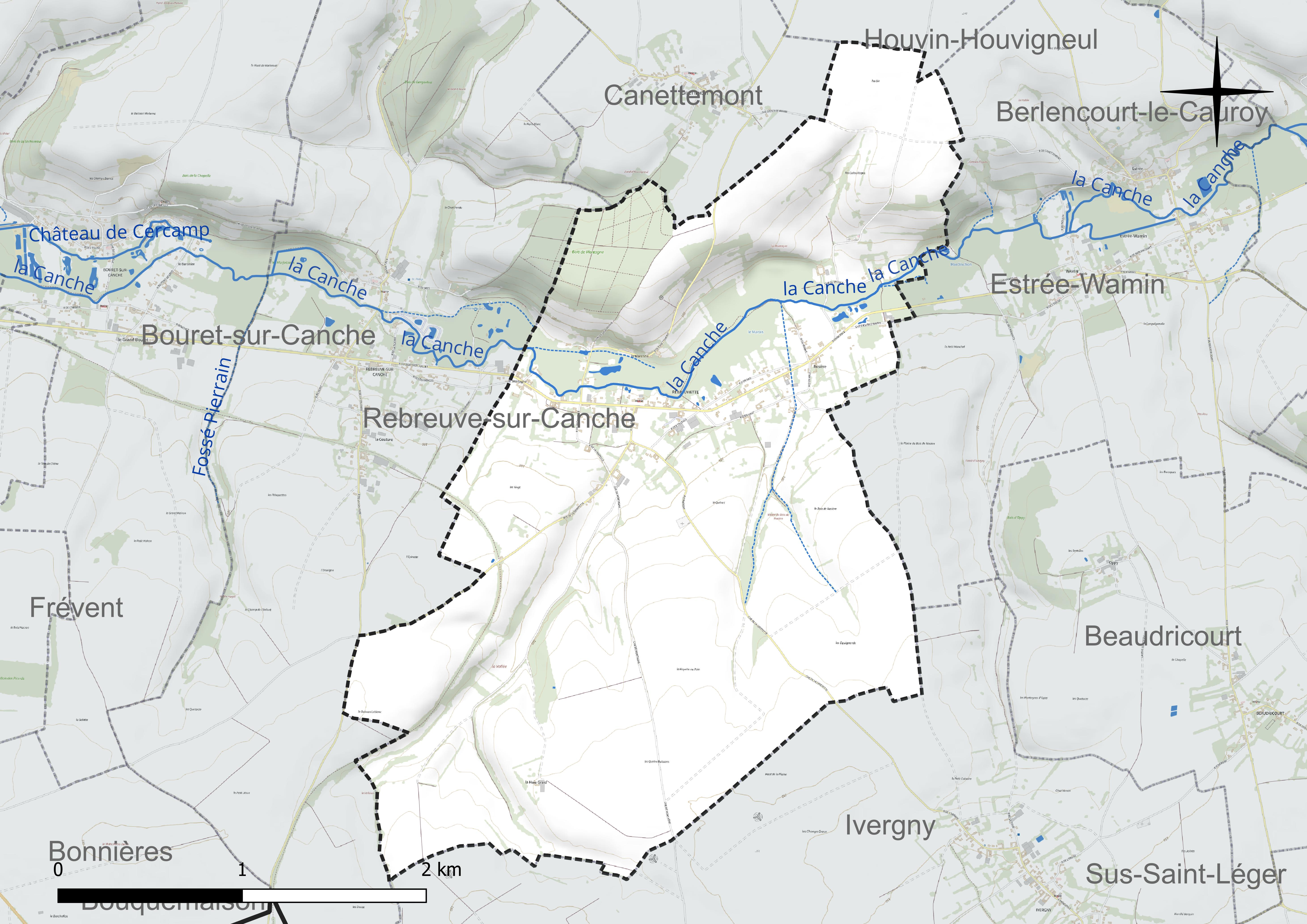
Réseau hydrographique de Rebreuviette.

### Climat
Pour des articles plus généraux, voir Climat des Hauts-de-France et Climat du Nord-Pas-de-Calais.
En 2010, le climat de la commune est de type climat océanique dégradé des plaines du Centre et du Nord, selon une étude du CNRS s'appuyant sur une série de données couvrant la période 1971-2000. En 2020, Météo-France publie une typologie des climats de la France métropolitaine dans laquelle la commune est exposée à un climat océanique et est dans la région climatique Côtes de la Manche orientale, caractérisée par un faible ensoleillement (1 550 h/an) ; forte humidité de l’air (plus de 20 h/jour avec humidité relative > 80 % en hiver), vents forts fréquents.
Pour la période 1971-2000, la température annuelle moyenne est de 10,1 °C, avec une amplitude thermique annuelle de 14 °C. Le cumul annuel moyen de précipitations est de 822 mm, avec 13 jours de précipitations en janvier et 9,1 jours en juillet. Pour la période 1991-2020, la température moyenne annuelle observée sur la station météorologique la plus proche, située sur la commune de Saulty à 13 km à vol d'oiseau, est de 10,4 °C et le cumul annuel moyen de précipitations est de 899,7 mm,. Pour l'avenir, les paramètres climatiques de la commune estimés pour 2050 selon différents scénarios d'émission de gaz à effet de serre sont consultables sur un site dédié publié par Météo-France en novembre 2022.

### Paysages
Pour un article plus général, voir Paysage en France.
La commune s'inscrit dans les « paysages du Ternois » tels qu’ils sont définis dans l’atlas de paysages de la région Nord-Pas-de-Calais, conçu par la direction régionale de l'Environnement, de l'Aménagement et du Logement (DREAL),.
Ces paysages, qui concernent 138 communes avec trois pôles d’attraction que sont Hesdin à l'ouest, Saint-Pol-sur-Ternoise à l’est et, dans une moindre mesure, Frévent en lisière sud, sont délimités par deux cours d’eau : la Canche au Sud et la Ternoise au Nord. Ces paysages sont composés de plateaux, de vallées et de bocages. Les plateaux du Ternois montrent une structure tabulaire assez plane et une altitude assez régulière avec des points culminants entre 150 et 160 m.
Le territoire d’une vingtaine de kilomètres du Nord au Sud et d’Est en Ouest, est traversé par la D 939 reliant Saint-Pol-sur-Ternoise à Hesdin, par la D 912 entre Saint-Pol-sur-Ternoise et Frévent et par la ligne ferroviaire de Saint-Pol-sur-Ternoise à Étaples dans la vallée de la Canche. La position excentrée, en l’absence de grands axes autoroutiers ou ferrés structurants, a permis au Ternois de conserver un caractère rural et une certaine qualité de paysage.
Au niveau de l’occupation des sols, les surfaces cultivées sont omniprésentes sur les plateaux, avec majoritairement la culture de la betterave et de la pomme de terre, et représentent près de 72 % de la surface totale de ces paysages du Ternois, les espaces artificialisés, cantonnés dans les fonds de vallée, représentent 13 % et les surfaces boisées, présentes dans les deux principales vallées de la Ternoise et de la Canche, ne représentent que 6 %.

### Milieux naturels et biodiversité

#### Zones naturelles d'intérêt écologique, faunistique et floristique
L’inventaire des zones naturelles d'intérêt écologique, faunistique et floristique (ZNIEFF) a pour objectif de réaliser une couverture des zones les plus intéressantes sur le plan écologique, essentiellement dans la perspective d’améliorer la connaissance du patrimoine naturel national et de fournir aux différents décideurs un outil d’aide à la prise en compte de l’environnement dans l’aménagement du territoire.
Le territoire communal comprend deux ZNIEFF de type 1 : 
- la haute vallée de la Canche en amont de Conchy-sur-Canche. Cette ZNIEFF correspond à la moyenne et à la haute vallée de la Canche, de l’amont de la commune de Conchy-sur-Canche jusqu’aux sources, au niveau de Magnicourt-sur-Canche[13] ;
- la vallée du Vivier à Bouret-sur-Canche, le bois de Gargantua et le bois de Mortagne à Rebreuve-sur-Canche, d’une superficie de 137 hectares et d'une altitude variant de 77  à   156 mètres. Situé sur le versant nord de la Canche, ce site est composé d'ouest en est, d’un coteau boisé, où l’on peut voir une zone de craie blanche Sénonienne à silex, d'une parcelle en friche, d’un boisement prolongé à l'est par un petit coteau et d'un boisement et d’un coteau[14].

et une ZNIEFF de type 2 : la haute vallée de la Canche et ses versants en amont de Sainte-Austreberthe qui se situe dans le pays du Ternois. Il offre un relief de coteau abrupt au Nord et des pentes douces au Sud. Le fond de vallée est constitué de pâturages et de zones de cultures. Les versants les plus pentus et inaccessibles accueillent des boisements.

Carte des ZNIEFF de type 1 et 2 sur la commune
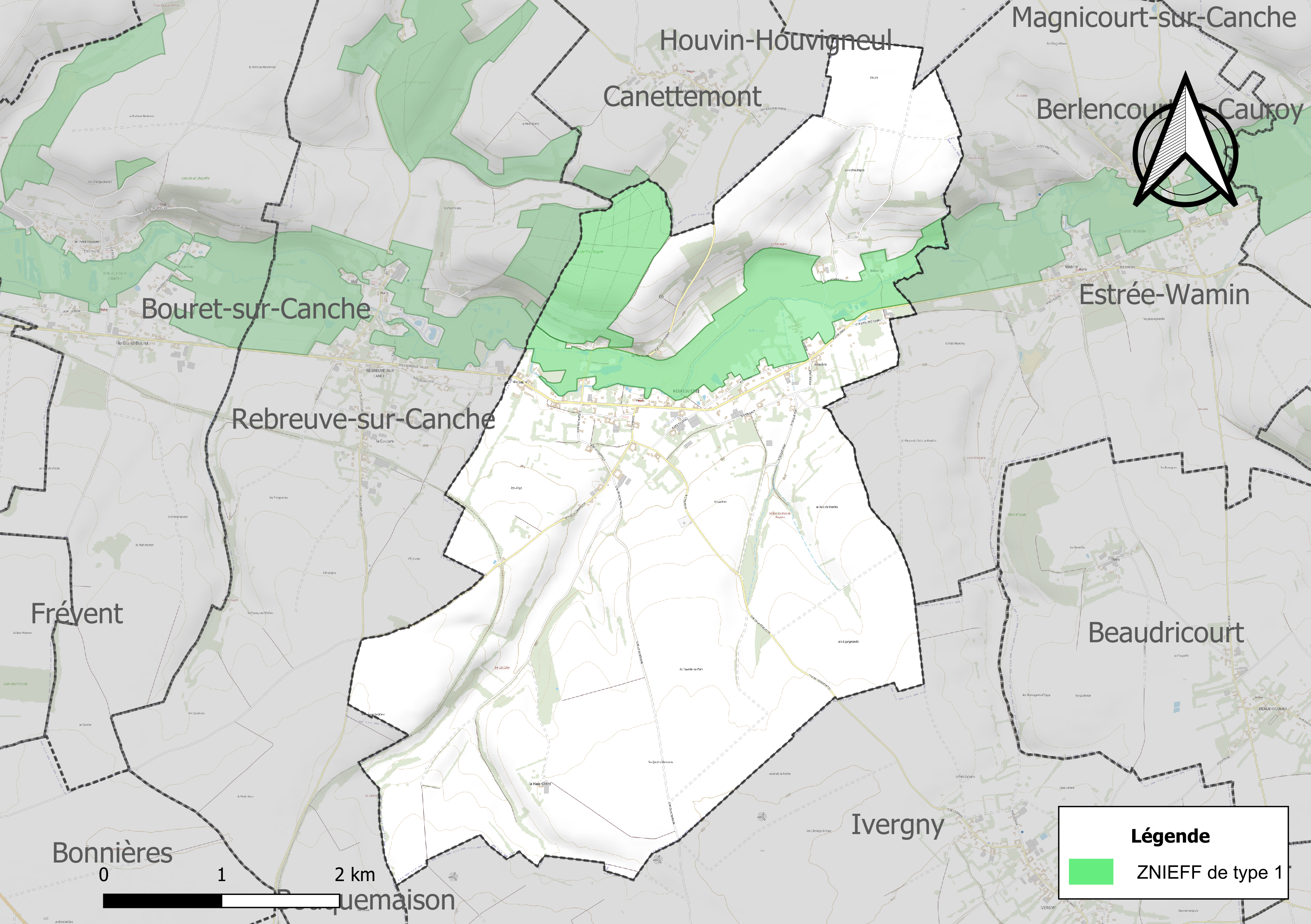
Carte des ZNIEFF de type 1 sur la commune.
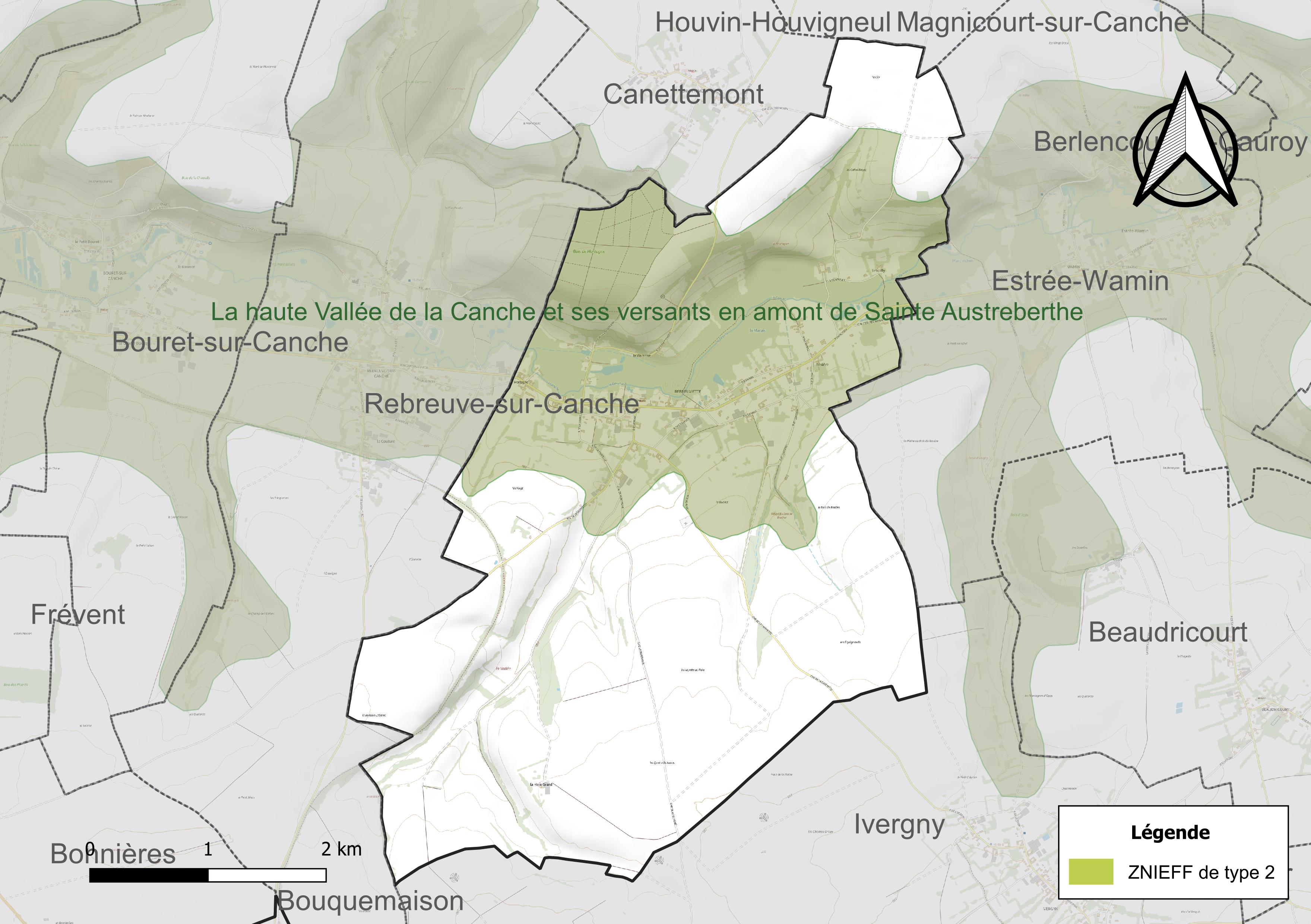
Carte de la ZNIEFF de type 2 sur la commune.

#### Espèces faunistiques et floristiques
L’Inventaire national du patrimoine naturel (INPN) recense plusieurs espèces faunistiques et floristiques sur le territoire de la commune dont certaines sont protégées et d’autres menacées et quasi-menacées.

## Urbanisme

### Typologie
Au 1er janvier 2024, Rebreuviette est catégorisée commune rurale à habitat dispersé, selon la nouvelle grille communale de densité à sept niveaux définie par l'Insee en 2022.
Elle est située hors unité urbaine. Par ailleurs la commune fait partie de l'aire d'attraction de Saint-Pol-sur-Ternoise, dont elle est une commune de la couronne,. Cette aire, qui regroupe 72 communes, est catégorisée dans les aires de moins de 50 000 habitants,.

### Occupation des sols
L'occupation des sols de la commune, telle qu'elle ressort de la base de données européenne d’occupation biophysique des sols Corine Land Cover (CLC), est marquée par l'importance des territoires agricoles (84,9 % en 2018), une proportion identique à celle de 1990 (84,9 %). La répartition détaillée en 2018 est la suivante : 
terres arables (59,3 %), prairies (25,7 %), forêts (10,1 %), zones urbanisées (5 %). L'évolution de l’occupation des sols de la commune et de ses infrastructures peut être observée sur les différentes représentations cartographiques du territoire : la carte de Cassini (XVIIIe siècle), la carte d'état-major (1820-1866) et les cartes ou photos aériennes de l'IGN pour la période actuelle (1950 à aujourd'hui).

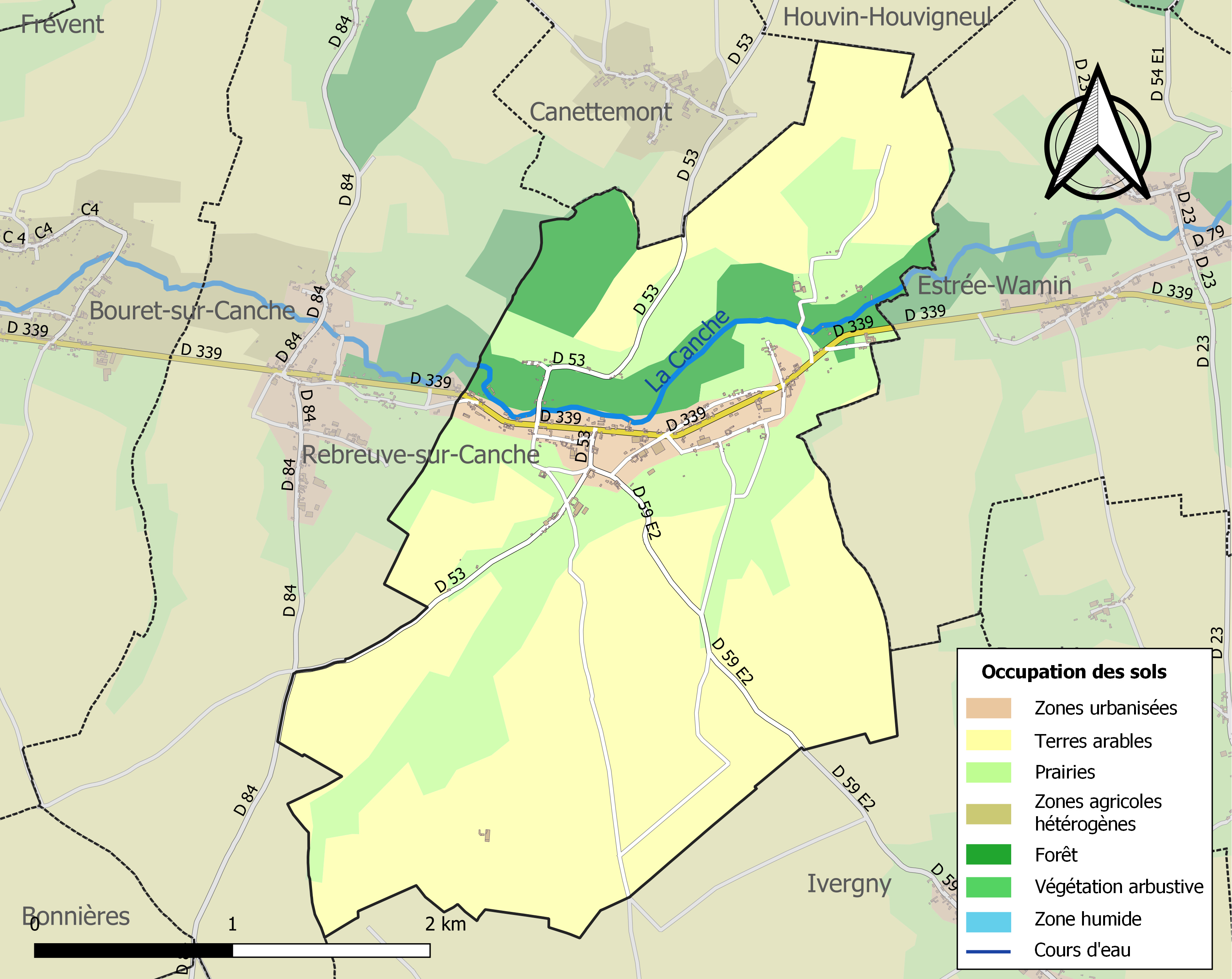
Carte des infrastructures et de l'occupation des sols de la commune en 2018 (CLC).

### Lieux-dits, hameaux et écarts
La commune est constituée de plusieurs hameaux situés le long de la rivière: Brouilly, Marteloy (ou se trouve l'église de village), Mortagne et Rosière. Ce qui a probablement empêché la fixation d'un nom particulier. En effet, Rebreuviette vient de Petit Rebreuve.

#### Voies de communication et transports
La commune était desservie, de 1895 à 1948, par la ligne de chemin de fer Lens - Frévent, une ancienne ligne de chemin de fer qui reliait les communes de Lens et de Frévent, ainsi que, à partir de 1873 (une petite partie de la ligne est toujours en exploitation), par la ligne de Saint-Roch à Frévent qui reliait les communes d'Amiens (Somme) et de Frévent (Pas-de-Calais).

## Toponymie
Le nom de la localité est attesté sous les formes Rebrovietes en 1224 ; Rebruevetes en 1268 ; Rebrouviette en 1374 ; Rebrouvettez en 1375 ; Rebrouvetes en 1471 ; Rebreuviettes vers 1512 ; Rebreviette en 1565 ; Rebreuviette en 1793 et depuis 1801.
Selon Auguste de Loisne, Rebreuviette est un ancien hameau de la commune de Rebreuve-sur-Canche.
Son toponyme est apparenté à ceux de Rebreuve-sur-Canche et de  Rebreuve-Ranchicourt également situés dans le département du Pas-de-Calais et la région Nord-Pas-de-Calais.

## Histoire
Jusqu'au XIe siècle, le territoire de l'actuelle Rebreuviette était composé :
- du fief de Marteloy où est située l'église du village ;
- du fief de Mortagne ;
- du fief de Rosière. La famille de la Rosière est connue dès le XIIIe siècle prenait son nom de ces terres[20] ;
- de la seigneurie de Brouilly. Chevaliers bannerets et pairs d'Artois ainsi que du comté de Saint-Pol , les « Brouilly » sont des nobles originaires d'Artois, connus depuis 1169. Ils tiennent leur nom d'une terre située sur la commune. Transplantés en Picardie, ils restent attachés à la maison de Bourgogne[21]. Antoine de Brouilly, gouverneur de Saint-Riquier, a combattu et trouvé la mort à la bataille d'Azincourt en 1415[22].

Ces fiefs sont à l'origine des actuels hameaux.
Sur son territoire, il y a deux églises : celle du bourg et celle de Brouilly. Les paroisses seront regroupées en 1737, en effet les registres paroissiaux sont communs à partir de cette date.
- L'église de Rebreuviette qui est consacrée à Saint-Vaast. La tour et le chœur sont du XVIe siècle, le vaisseau de l’église est moderne. Au-dessus du portail de la tour, on lit « Temple de la Raison. Le peuple Français reconnaît l’existence de l’Être suprême et l’immortalité de l’âme »[24]. Inscrite au titre des monuments historiques depuis le 28 décembre 1984[25], elle a été rénovée[26] en 2017 ;
- L'église de Brouilly consacrée à Saint-Martin (détruite en 1893)[27].

Au XVIIIe siècle, la seigneurie de Rebreuviette est détenue par Jean-Joseph-Louis de Waziers-Wavrin (Maison de Wavrin), également seigneur de Montigny-sur-Rocq. Son épouse est Marie-Anne-Antoinette-Eugénie de Berghes-Saint-Winock (Maison de Berghes-Saint-Winock), chanoinesse de l'abbaye de Denain, où seize quartiers de noblesse sont nécessaires pour entrer, née à Arleux le 4 décembre 1697, fille de Philippe de Berghes, vicomte d'Arleux et de Marie-Madeleine de Wignacourt
Pendant la Première Guerre mondiale, en octobre 1915, des troupes relevées du front d'Artois, sont venues en cantonnement (récupération) sur la commune, de même que sur Wamin, Oppy.

## Politique et administration

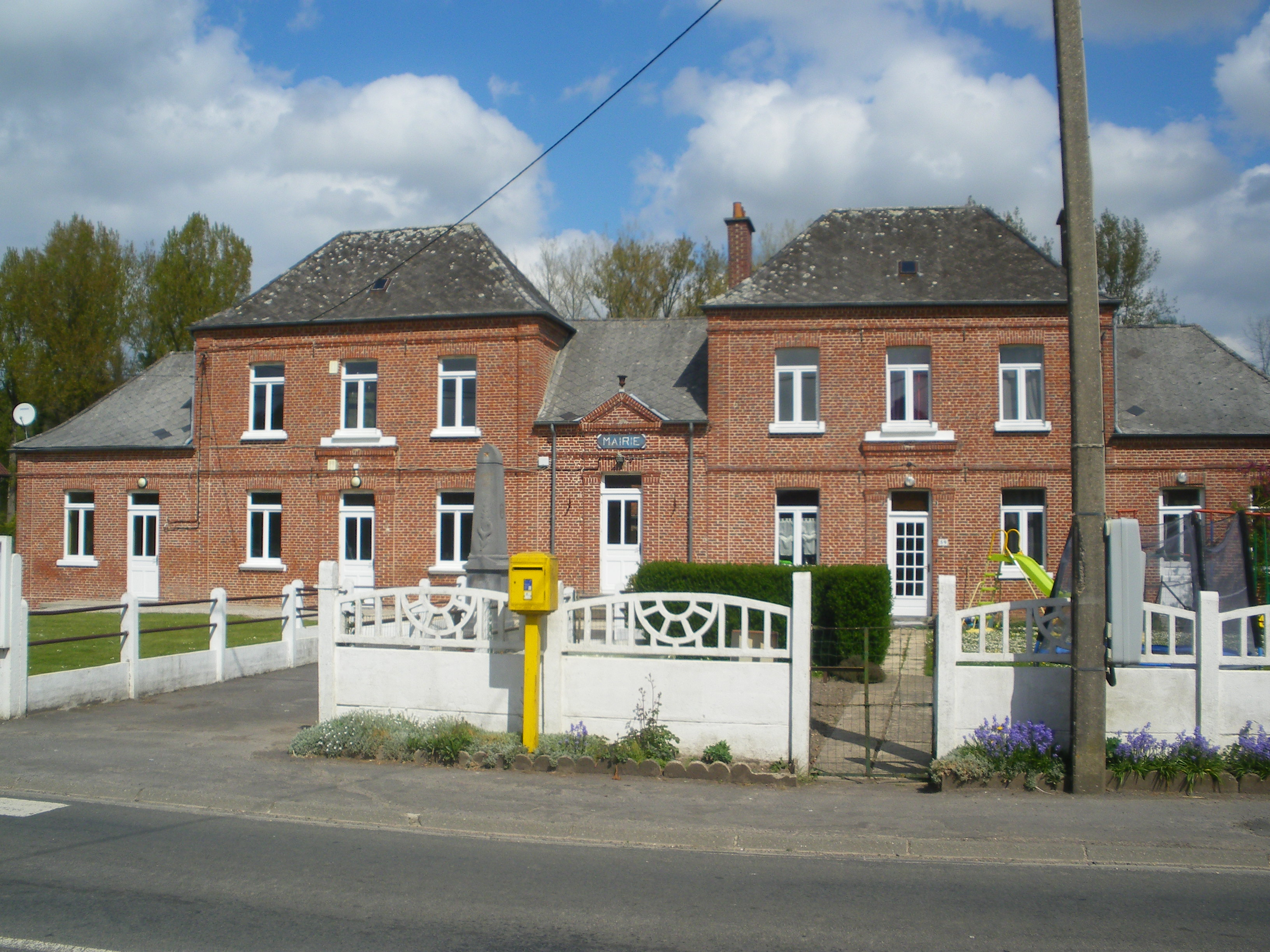
La mairie et le monument aux morts.

### Découpage territorial
La commune se trouve dans l'arrondissement d'Arras du département du Pas-de-Calais.

#### Commune et intercommunalités
Depuis le 1er janvier 2017, c'est l'une des 96 communes de la communauté de communes des Campagnes de l'Artois qui totalise 33 141 habitants en 2021.

#### Circonscriptions administratives
La commune est rattachée au canton d'Avesnes-le-Comte.

#### Circonscriptions électorales
Pour l'élection des députés, la commune fait partie de la première circonscription du Pas-de-Calais.

### Élections municipales et communautaires

#### Liste des maires
| Période                                  | Période                    | Identité         | Étiquette | Qualité                          |
| ---------------------------------------- | -------------------------- | ---------------- | --------- | -------------------------------- |
| Les données manquantes sont à compléter. |                            |                  |           |                                  |
| mars 2001                                | 2020                       | Pierrette Duez   |           | Réélue pour le mandat 2014-2020, |
| 23 mai 2020                              | En cours (au 3 avril 2022) | François Coquart |           | Chef d'entreprise,               |

## Population et société

### Démographie
Les habitants sont appelés les Reubreuviettois

#### Évolution démographique
L'évolution du nombre d'habitants est connue à travers les recensements de la population effectués dans la commune depuis 1793. Pour les communes de moins de 10 000 habitants, une enquête de recensement portant sur toute la population est réalisée tous les cinq ans, les populations de référence des années intermédiaires étant quant à elles estimées par interpolation ou extrapolation. Pour la commune, le premier recensement exhaustif entrant dans le cadre du nouveau dispositif a été réalisé en 2005.

En 2022, la commune comptait 253 habitants, en évolution de −6,64 % par rapport à 2016 (Pas-de-Calais : −0,72 %, France hors Mayotte : +2,11 %).
| 1793 | 1800 | 1806 | 1821 | 1831 | 1836 | 1841 | 1846 | 1851 |
| ---- | ---- | ---- | ---- | ---- | ---- | ---- | ---- | ---- |
| 534  | 444  | 523  | 554  | 556  | 560  | 541  | 556  | 557  |

| 1856 | 1861 | 1866 | 1872 | 1876 | 1881 | 1886 | 1891 | 1896 |
| ---- | ---- | ---- | ---- | ---- | ---- | ---- | ---- | ---- |
| 544  | 534  | 552  | 550  | 525  | 516  | 509  | 508  | 480  |

| 1901 | 1906 | 1911 | 1921 | 1926 | 1931 | 1936 | 1946 | 1954 |
| ---- | ---- | ---- | ---- | ---- | ---- | ---- | ---- | ---- |
| 450  | 451  | 432  | 359  | 375  | 358  | 330  | 338  | 303  |

| 1962 | 1968 | 1975 | 1982 | 1990 | 1999 | 2005 | 2006 | 2010 |
| ---- | ---- | ---- | ---- | ---- | ---- | ---- | ---- | ---- |
| 305  | 298  | 270  | 244  | 248  | 242  | 255  | 256  | 271  |

| 2015 | 2020 | 2022 | - | - | - | - | - | - |
| ---- | ---- | ---- | - | - | - | - | - | - |
| 274  | 261  | 253  | - | - | - | - | - | - |

#### Pyramide des âges
En 2018, le taux de personnes d'un âge inférieur à 30 ans s'élève à 34,1 %, soit en dessous de la moyenne départementale (36,7 %). À l'inverse, le taux de personnes d'âge supérieur à 60 ans est de 27,5 % la même année, alors qu'il est de 24,9 % au niveau départemental.
En 2018, la commune comptait 131 hommes pour 135 femmes, soit un taux de 50,75 % de femmes, légèrement inférieur au taux départemental (51,50 %).
Les pyramides des âges de la commune et du département s'établissent comme suit.
| Hommes | Classe d’âge | Femmes |
| ------ | ------------ | ------ |
| 0,8    | 90 ou +      | 1,5    |
| 7,0    | 75-89 ans    | 11,4   |
| 15,5   | 60-74 ans    | 18,9   |
| 20,2   | 45-59 ans    | 15,2   |
| 23,3   | 30-44 ans    | 18,2   |
| 17,8   | 15-29 ans    | 13,6   |
| 15,5   | 0-14 ans     | 21,2   |

| Hommes | Classe d’âge | Femmes |
| ------ | ------------ | ------ |
| 0,5    | 90 ou +      | 1,6    |
| 5,6    | 75-89 ans    | 8,9    |
| 16,7   | 60-74 ans    | 18,1   |
| 20,2   | 45-59 ans    | 19,2   |
| 18,9   | 30-44 ans    | 18,1   |
| 18,2   | 15-29 ans    | 16,2   |
| 19,9   | 0-14 ans     | 17,9   |

### Sports et loisirs

#### Sentiers de randonnée
Le sentier de grande randonnée GR 121, reliant Wavre, en région Région wallonne (Belgique) à Boulogne-sur-Mer, dans le département du Pas-de-Calais (France), traverse le territoire communal.
Par ailleurs, la commune de Rebreuviette est le terminus du sentier de grande randonnée GR 124 reliant Cires-lès-Mello (Oise) à Rebreuviette.

## Culture locale et patrimoine

### Lieux et monuments

#### Monument historique

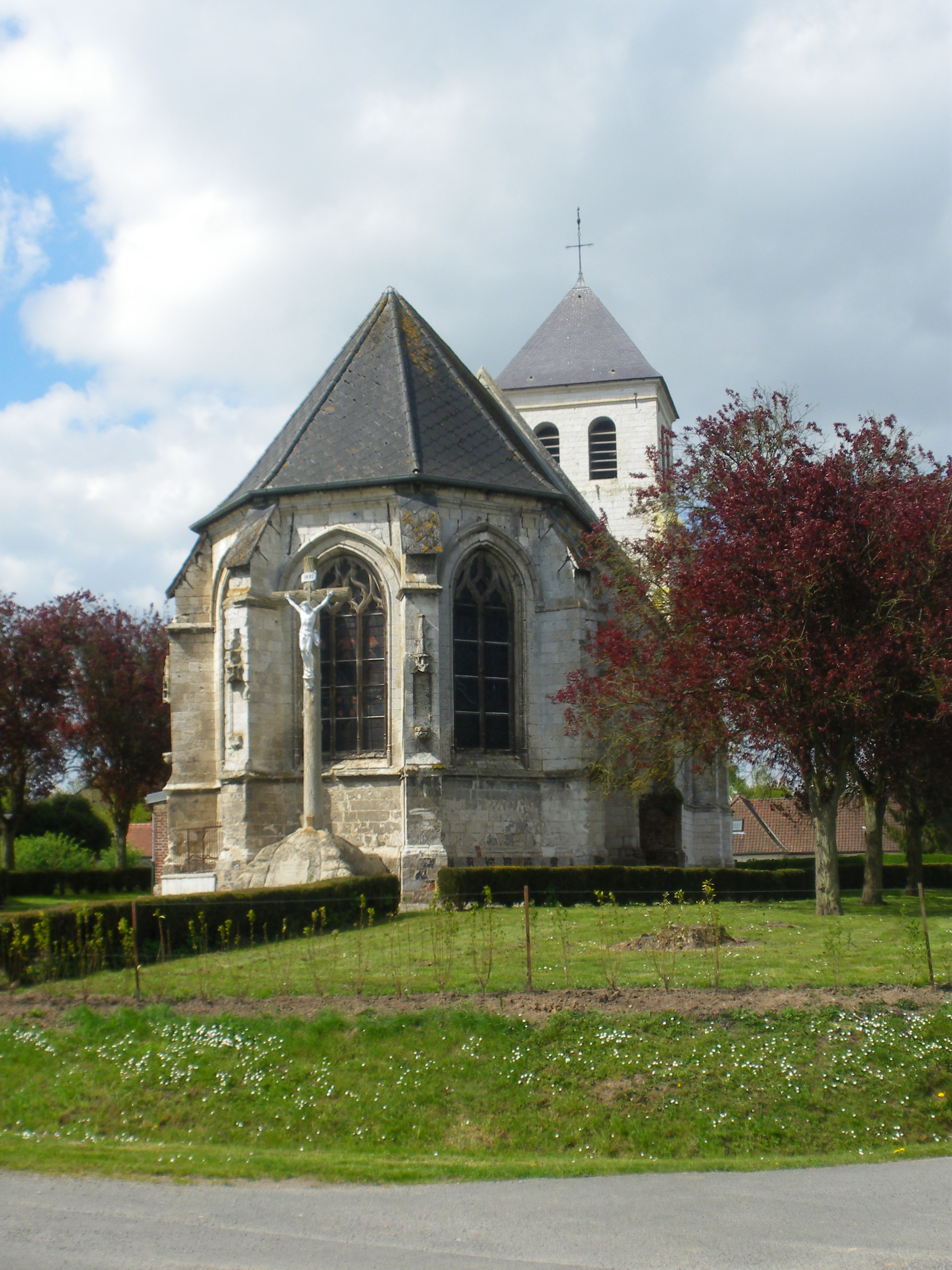
Le calvaire devant l'église.

- L'église Saint-Vaast datant du XVe siècle (tour et chœur). Ce bâtiment fait l’objet d’une inscription au titre des monuments historiques depuis le 28 décembre 1984[25].

#### Autres monuments
- Le monument aux morts, situé devant la mairie, est inauguré[43] le 21 août 1921.
- Un calvaire.
- L'église de Brouilly consacrée à Saint-Martin (détruite en 1893)[27].

### Héraldique
| Blason de Rebreuviette | Blason  | Fascé de gueules et d'argent; au chef du même chargé de trois merlettes de sable. |
| Blason de Rebreuviette | Détails | Le statut officiel du blason reste à déterminer.                                  |

## Pour approfondir

#### Bases de données, dictionnaires et encyclopédies
- Ressources relatives à la géographie :   - Insee (communes)
  - Ldh/EHESS/Cassini
- Ressource relative à plusieurs domaines :   - Annuaire du service public français
- Notices d'autorité :   - BnF (données)